# 1971 en Inde
Chronologie de l'Inde
- 1967
- 1968
- 1969
- 1970
- 1971
- 1972
- 1973
- 1974
- 1975

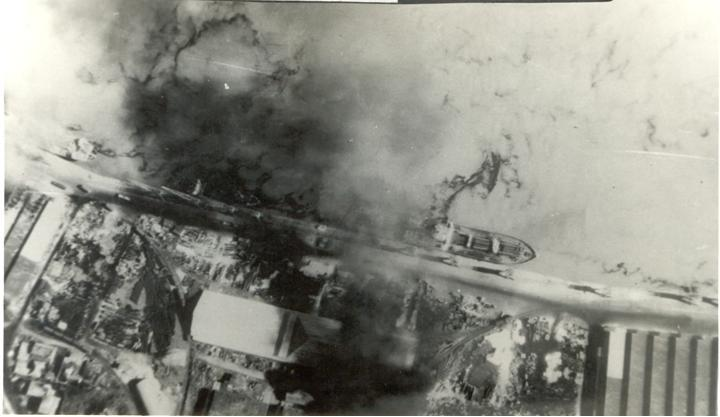
Troisième guerre indo-pakistanaise (Attaque de chasseurs à Narayanganj.

Cette page concerne les évènements survenus en 1971 en Inde :

## Évènement
- Recensement de l'Inde (en)
- 30 janvier : Détournement d'avion d'Indian Airlines (en)
- 1er-10 mars : Élections législatives
- 25 avril-15 août : Opération Jackpot (en)
- 21 mai : Début de l'affaire Nagarwala (en)
- 12 juin-4 décembre : Bataille de Kamalpur (en)
  - 14 novembre-4 décembre : Défense de Kamalpur (en)
- juillet : Opération Steeplechase (voir article Naxalisme sur wiki:en)
- 5 août : Vingt-quatrième amendement de la Constitution de l'Inde (en)
- août : Traité d'amitié et de coopération indo-soviétique (en)
- 27-31 octobre :Cyclone d'Odisha (en)
- 22 novembre : Bataille de Boyra (en)
- 2-16 décembre : Guerre navale indo-pakistanaise (en)
- 3 décembre : Opération Chengiz Khan (en)
- 3-16 décembre : Troisième guerre indo-pakistanaise
  - 4-16 décembre : Opération Trident
  - 4-16 décembre : Bataille de Longewala
  - 6-16 décembre : Bataille de Basantar (en)
  - 7-16 décembre : Bataille de Sylhet (en)
  - 8-9 décembre : Opération Python
  - 9 décembre : La frégate INS Khukri est coulée par un sous-marin pakistanais.
  - 16 décembre : Instrument de reddition pakistanais (en), accord écrit qui a permis la reddition de 93 000 soldats du commandement oriental des forces armées pakistanaises mettant ainsi fin à la guerre de libération du Bangladesh et à la création de la nation du Bangladesh. Ce jour est commémoré comme le Jour de la victoire (en), une fête nationale, au Bangladesh, et comme Vijay Dibos (en) dans le calendrier militaire indien.
- 1er décembre : Vingt-cinquième amendement de la Constitution de l'Inde (en)
- 6 décembre : Résolution 303 du Conseil de sécurité des Nations unies
- 11 décembre : Parachutage de Tangail (en)
- 21 décembre : Résolution 307 du Conseil de sécurité des Nations unies

## Cinéma
- 18e cérémonie des Filmfare Awards
- 19e cérémonie des National Film Awards (en)
- Les films Haathi Mere Saathi (en), Mera Gaon Mera Desh (en), Dushmun (en), Maryada (en) et Andaz (en) sont à la première place du box office indien pour l'année 1971.

- Autres sorties de film :
  - L'Adversaire
  - Caravan
  - Guddi
  - Haré Raama Haré Krishna

## Littérature
- Gangtokey Gondogol (en), roman de Satyajit Ray
- Nakshathrangale Kaaval (en), roman de Padmarajan (en)
- Oru Desathinte Katha (en), roman de S. K. Pottekkatt (en)
- Shesh Namaskar (en), roman de Santosh Kumar Ghosh (en)

## Création
- Ambassade d'Inde en Mongolie